# Pisistratides
Sauf précision contraire, les dates de cet article sont sous-entendues « avant l'ère commune » (AEC), c'est-à-dire « avant Jésus-Christ ».
Les Pisistratides (en grec ancien Πεισιστρατίδαι / Peisistratidai) sont les descendants du tyran d'Athènes, Pisistrate (fin du VIe siècle av. J.-C.). Au sens restreint, le terme désigne les deux fils de celui-ci, Hippias et Hipparque, qui héritent conjointement du gouvernement d'Athènes à la mort de leur père en -527.

## Historique
Hipparque, mécène et protecteur des arts, n'a qu'une part symbolique du pouvoir. Il est assassiné en 514 par les tyrannoctones, Harmodios et Aristogiton. Hippias demeure au pouvoir mais rend sa tyrannie de plus en plus dure. En 510, Sparte intervient à l'appel des Alcméonides, qui avaient été exilés par Pisistrate. L'intervention, menée par Cléomène Ier, aboutit à la retraite d'Hippias sur l'Acropole et à la capture de ses enfants par les troupes spartiates. Hippias doit se rendre et quitter la Grèce, mettant ainsi fin au règne des Pisistratides.
La tyrannie fut une période de grands travaux :
- construction d'un rempart autour de l'astu.
- amélioration des réseaux routiers et nouvelles constructions.
- travaux d'assainissement de l'agora : ouverture de nombreux puits, assèchement des zones marécageuses, installation d'une fontaine.
- rénovation de l'Acropole.
- construction d'un nouveau temple pour Athéna et travaux de rénovation de l'ancien temple.
- rajout de nouveaux frontons.
- développement des sculptures.
- aménagement de l'entrée d'honneur.
- début de la construction d'un temple monumental achevé au IIe siècle apr. J.-C.